# Ridgeville (Indiana)
Ridgeville es un pueblo ubicado en el condado de Randolph en el estado estadounidense de Indiana. En el Censo de 2010 tenía una población de 803 habitantes y una densidad poblacional de 557,63 personas por km².

## Geografía
Ridgeville se encuentra ubicado en las coordenadas 40°17′30″N 85°1′43″O / 40.29167, -85.02861. Según la Oficina del Censo de los Estados Unidos, Ridgeville tiene una superficie total de 1.44 km², de la cual 1.44 km² corresponden a tierra firme y (0.18%) 0 km² es agua.

## Demografía
Según el censo de 2010, había 803 personas residiendo en Ridgeville. La densidad de población era de 557,63 hab./km². De los 803 habitantes, Ridgeville estaba compuesto por el 97.38% blancos, el 0% eran afroamericanos, el 0.37% eran amerindios, el 0.37% eran asiáticos, el 0% eran isleños del Pacífico, el 0.25% eran de otras razas y el 1.62% pertenecían a dos o más razas. Del total de la población el 0.62% eran hispanos o latinos de cualquier raza.